# Municipio de Cypress Ridge
El municipio de Cypress Ridge (en inglés: Cypress Ridge Township) es un municipio ubicado en el condado de Monroe en el estado estadounidense de Arkansas. En el año 2010 tenía una población de 339 habitantes y una densidad poblacional de 3,25 personas por km².

## Geografía
El municipio de Cypress Ridge se encuentra ubicado en las coordenadas 34°44′50″N 91°7′47″O / 34.74722, -91.12972. Según la Oficina del Censo de los Estados Unidos, el municipio tiene una superficie total de 104.46 km², de la cual 102,08 km² corresponden a tierra firme y (2,28 %) 2,38 km² es agua.

## Demografía
Según el censo de 2010, había 339 personas residiendo en el municipio de Cypress Ridge. La densidad de población era de 3,25 hab./km². De los 339 habitantes, el municipio de Cypress Ridge estaba compuesto por el 85,55 % blancos, el 11,5 % eran afroamericanos, el 0,29 % eran amerindios, el 2,65 % eran asiáticos. Del total de la población el 0,29 % eran hispanos o latinos de cualquier raza.